# Pavol Demeš
Pavol Demeš (ur. 1956 we Vráblach) – słowacki naukowiec, urzędnik państwowy, polityk i działacz społeczny, minister stosunków międzynarodowych Republiki Słowackiej w latach 1991–1992.

## Życiorys
Po ukończeniu w 1980 studiów na Uniwersytecie Karola w Pradze pracował w laboratorium biomedycznym na Uniwersytecie Komeńskiego w Bratysławie. W latach 1987–1988 odbył studia podyplomowe na University of South Alabama w Mobile.
Od 1990 do 1991 kierował Departamentem Kontaktów Zagranicznych w Ministerstwie Edukacji, Młodzieży i Sportu Republiki Słowackiej. Od 6 maja 1991 do 24 czerwca 1992 pełnił funkcję ministra stosunków międzynarodowych w rządzie Jána Čarnogurský'ego. Następnie kierował organizacją pozarządową Slovak Academic Information Agency-Service Center for the Third Sector (SAIA-SCTS).
W latach 1993–1996 był szefem wydziału polityki zagranicznej w Kancelarii Prezydenta, po czym powrócił do pracy w SAIA-SCTS. W 1999 uczestniczył w projekcie badawczym w Woodrow Wilson Center w Waszyngtonie. Od 2000 do 2010 był dyrektorem biura German Marshall Fund (GMF) w Bratysławie. Obecnie pozostaje zatrudniony w GMF jako Transatlantic Fellow.
Uczestnik krajowych, zagranicznych i międzynarodowych gremiów doradczych i eksperckich.

## Nagrody i odznaczenia
- EU-US Democracy and Civil Society Award (1998)
- USAID Democracy and Governance Award (1999)
- Krzyż Kawalerski Orderu Oranje Nassau (2005)
- Order Jugosłowiańskiej Gwiazdy I klasy (2005)